# رباح لبيض
رباح لبيض (مواليد 26 مارس 1948) هو ملاكم جزائري، مثّل بلاده في الألعاب الأولمبية الصيفية 1968.

## روابط خارجية
رباح لبيض على موقع أوليمبيديا (الإنجليزية)